# Datenstrukturdiagramm

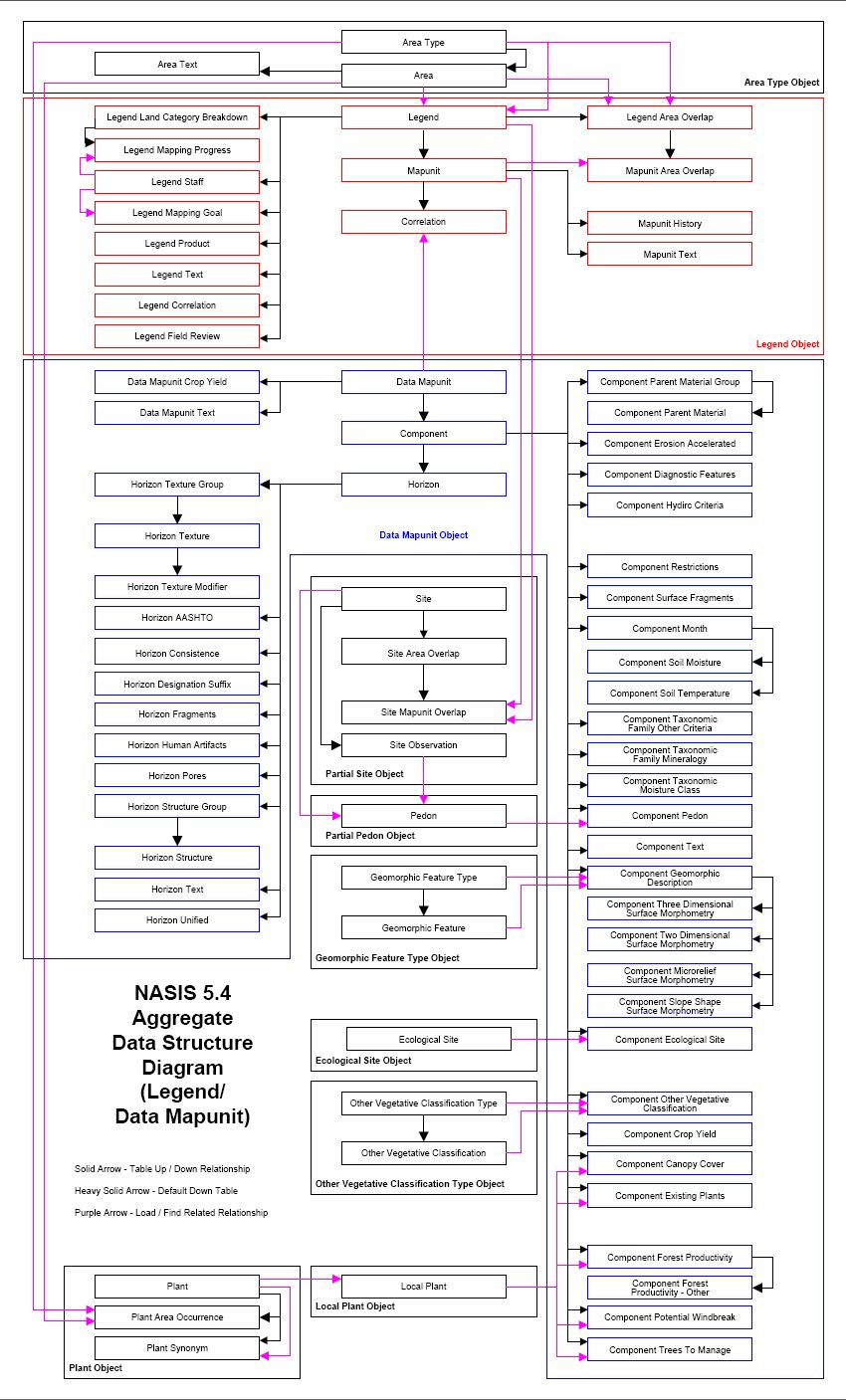
Beispiel eines Datenstrukturdiagramms

Ein Datenstrukturdiagramm (DSD) ist die Visualisierung eines Datenmodells bzw. von konzeptuellen Schemata, wobei je nach Autor verschiedenartige Notationen für die Darstellung von Entitäten, ihren Beziehungen und auch Integritätsbedingungen zur Verfügung gestellt werden.
Die grundlegenden grafischen Elemente des Datenstrukturdiagramms sind gewöhnlich Rechtecke, mit denen man Entitäten repräsentiert, und Pfeile für die Darstellung von Beziehungen. 

## Übersicht

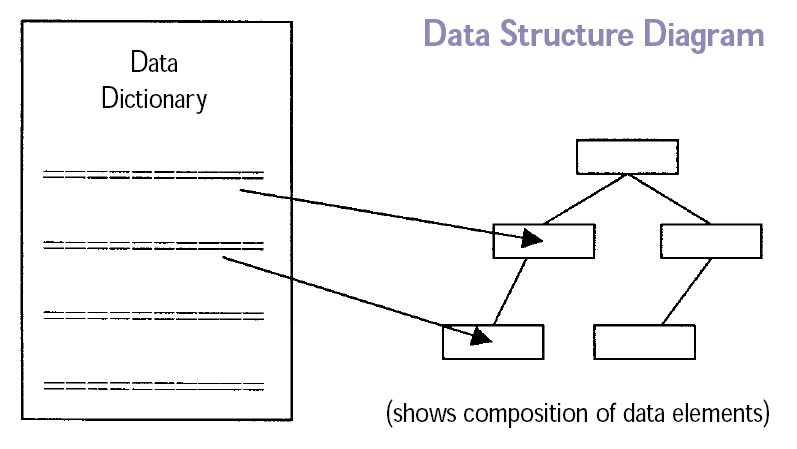
Datenstrukturdiagramm

Das Datenstrukturdiagramm ist ein Diagrammtyp, der verwendet werden kann, um die Struktur der Datenelemente in einem Datenwörterbuch zu visualisieren. Das DSD ist eine grafische Alternative zu den Spezifikationen innerhalb von Einträgen im Datenwörterbuch.
Der Fokus des Datenstrukturdiagramms liegt auf den Beziehungen der Elemente innerhalb einer Entität.

## Bachman-Notation

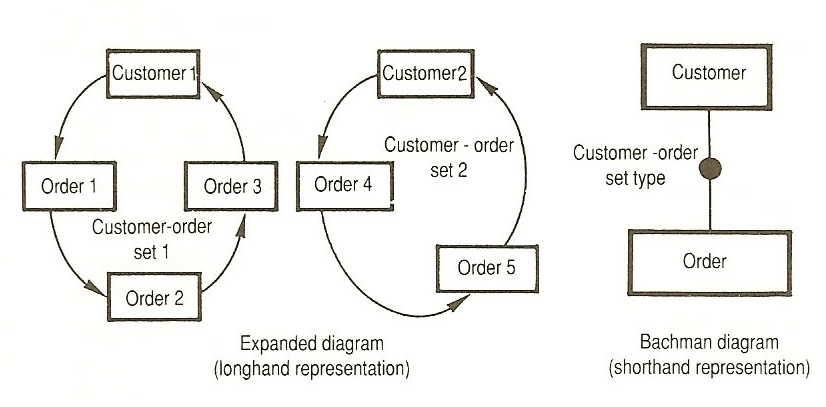
Darstellung eines Mengentyps mittels Bachman-Diagramm

Häufig wird das Datenstrukturdiagramm als Bachman-Diagramm bezeichnet, da die Bachman-Notation so weit verbreitet war, die verwendet wurde, um die Daten mit einem Netzwerk- oder relationalen Datenmodell zu modellieren, wobei das Datenmodell von der Art der Speicherung im System separiert wird. Diese Notation ist nach dem Datenbankpionier Charles Bachman benannt und wurde vorwiegend im Softwaredesign eingesetzt.